# Kornau (Oberstdorf)
Kornau ist ein Ortsteil des Marktes Oberstdorf im bayerischen Landkreis Oberallgäu.

## Geografie
Der Ort auf 915 Meter Höhe liegt 3 km von Oberstdorf entfernt auf einem Rücken zwischen dem Stillach- und dem Breitachtal. Südöstlich über dem Dorf vorbei führt die B19 von Oberstdorf ins Kleinwalsertal. Direkt neben der B19 befindet sich die Talstation der Söllereckbahn, die zu Fuß leicht von Kornau aus zu erreichen ist. Über Wanderwege entlang der Breitach gelangt man zur Breitachklamm.

## Geschichte
Für das Jahr 1493 ist eine Abgrenzung der Kornauer Güter von denen des benachbarten Oberstdorf nachgewiesen. Die Einwohner des Ortes werden als Korninger bezeichnet.
Im 16. Jahrhundert wurde die Kapelle St. Fabian und Sebastian im Ort erbaut, die zuletzt 2006 renoviert wurde.
Der seit 1637 nachgewiesene Flurname Mühlacker lässt auf das damalige Bestehen einer Mühle im Dorf schließen, die im 19. Jahrhundert jedoch nicht mehr erwähnt wurde. Kornau bestand im 19. Jahrhundert aus 25 Häusern, der Dorfkapelle und einer eigenen Schule.

## Sehenswürdigkeiten
- Dorfkapelle St. Fabian und Sebastian
- Museum Paul-Bonatz-Haus: Ausstellung zum Stuttgarter Architekten Paul Bonatz und zum Heimatdichter Arthur Maximilian Miller
- Söllereckbahn

Siehe auch: Liste der Baudenkmäler in Kornau

## Persönlichkeiten
- Karl August Reiser (1853–1922), Geologe
- Arthur Maximilian Miller (1901–1992), Schriftsteller und Lehrer an der Dorfschule